# Colegio Nacional de Ciencias y Artes del Cuzco
El Colegio Nacional de Ciencias y Artes del Cuzco fue fundado por Simón Bolívar por Decreto de 8 de julio de 1825 sobre la base del antiguo Colegio de San Bernardo erigido para los hijos de los conquistadores y el Colegio San Francisco de Borja, cuyo objetivo fue enseñar las primeras letras a los hijos de los caciques. Se le dio como local el de los jesuitas y como rentas las que pertenecieron a los Bethlemitas, a los colegios refundidos, a la Caja de Censos y a las temporalidades del departamento.
Desde 1972 el inmueble forma parte de la Zona Monumental del Cuzco declarada como Monumento Histórico del Perú. Asimismo, en 1983 al ser parte del casco histórico de la ciudad del Cusco, forma parte de la zona central declarada por la UNESCO como Patrimonio Cultural de la Humanidad.
Ha sido reconocido por el Congreso del Perú como el Colegio más antiguo del Perú.

## Historia
Los antecedentes del Colegio de Ciencias y Artes del Cuzco están en la fundación del Colegio San Bernardo el 1 de junio de 1619 por parte de religiosos jesuitas que llegaron a la ciudad imperial. Posteriormente, Simón Bolívar, en su paso por el Cuzco dispuso la creación del Colegio mediante la fusión del mencionado colegio de San Bernardo y el Colegio de San Francisco de Borja.
En la idea de Simón Bolívar, el Colegio de Ciencias y Artes debía concentrar todos los ramos de la enseñanza por lo que su fundación implicó la extinción de la universidad San Antonio Abad que pasó a formar parte del mencionado colegio, secularizándose y pasó a denominarse "Universidad de San Simón"  y fue inaugurada el 26 de julio de 1826 bajo el rectorado de José Feijoó. El primer rector del Colegio fue Miguel de Orosco (1825-1826). El colegio se instaló en el edificio de la Compañía de Jesús se efectuó el 28 de octubre de 1826. En el plan de estudios llegaron a figurar cátedras de Derecho Natural de Gentes y Canónico, Teología, Matemáticas y Medicina. Notable fue la ayuda que prestó a los estudios de matemáticas el mariscal Gamarra, inicialmente como prefecto y gestor del establecimiento del Colegio y luego, como presidente al visitar Cusco en 1830. 
Luego de la salida de Bolívar del Perú y la guerra que él mismo impulsó contra el Perú como presidente de la Gran Colombia, el Congreso del Perú expidió una ley del 10 de julio de 1828 restituyendo la Universidad de San Antonio Abad al Seminario de San Antonio Abad con carácter de universidad pública. El Colegio consideró esto un despojo. 
Durante la Confederación Perú-Boliviana quedó reducido el plantel a la enseñanza de artes y oficios. Tumultos populares en 1839 ocasionaron la pérdida de los talleres y archivos. Por orden suprema del 27 de agosto de 1841 se dispuso el traslado del Colegio al local de San Buenaventura. Se reabrió en ese lugar el 10 de septiembre de 1842 en los terrenos que fueron donados por la Orden franciscana en Cusco y que se ocupan hasta la actualidad. Notable fue la labor que efectuó el director, Francisco Pacheco, en los periodos de 1831-1834 y 1842-1845.
En 1863, tras el traslado del Colegio de Ciencias y Artes al actual local ubicado en terrenos de la Orden Franciscana frente a la Plaza San Francisco, la Universidad retomó la posesión del local del antiguo Colegio de la Transfiguración ubicado en la Plaza de Armas. Finalmente el 22 de marzo del 1865 se expidió decreto supremo ordenando que el Colegio de Ciencias y Artes brindara instrucción superior bajo la dependencia de la Universidad San Antonio Abad. En 1866 se modificó el decreto y se estableció que el Colegio de Ciencias se dedicara exclusivamente a la instrucción media regresando la Universidad a ser la única institución de educación superior en la ciudad. 
Mediante Resolución Ministerial n.º 0318-2010-ED del 25 de octubre del 2010 fue calificado como institución educativa emblemática y centenaria del Perú.

## Uniforme
El uniforme actual procede de la vestimenta militarizada que se usaba comúnmente en el Perú desde la época del gobierno de Manuel Odría: pantalones y camisa de fajina color kaki y cristina como prenda de cabeza. La insignia es un escudo en fondo azul con dos letras “C” una sobre la otra.

## Insignia
El año 1938, el diseñador y publicista Santiago Guillén Covarrubias recibió el encargo de crear un símbolo para el colegio, entregando tres meses después la doble "C" sobre un fondo azul marino. Esa insignia perdura hasta la actualidad y sirve también como escudo del Club Cienciano.

## Mascota
Afirmar que “el símbolo es el burrito porque los primeros ciencianos de la antigua nobleza venían al colegio en sus burritos y lo dejaban a la entrada del colegio” es un mito urbano. El hecho histórico y cultural es distinto. San Bernardo es asociado a los asnos porque estos animales son reiterativos en sus sermones como ejemplos de estupidez y de servicio al mismo tiempo, por ejemplo, cuando sirven de cabalgadura a Jesús en la entrada triunfal a Jerusalén. En muchos cuadros, la figura de un pequeño asnillo acompaña a San Bernardo, así como el cerdo acompaña a San Antonio Abad. En el Cuzco colonial, a los estudiantes del Seminario (y luego colegio) San Antonio Abad los apodaban cerdos en contraposición con los estudiantes del colegio de san Bernardo, a los cuales les decían burros. El apodo fue heredado a los estudiantes de Colegio Nacional de Ciencias que, al fundarse, se tomó como base el colegio de San Bernardo. 

## Club Cienciano
El Club Cienciano, institución deportiva representativa de la ciudad del Cusco, tiene una estrecha ligazón con el colegio. A finales del siglo XIX, su fundador, el misionero inglés William Newell se instaló en el local del Colegio e inculcó la práctica del fútbol que en el Perú daba sus primeros pasos. Poco después, el 8 de julio de 1901 fundó el club bajo el nombre de «San Bernardo Tescellino» en honor al patrón del colegio. Es por ello que, actualmente, tanto el colegio como el club comparten la misma insignia.

## Lista de rectores
- 1825-1826 Dr. Miguel de Orosco.
- 1826-1828 Dr. José Feijoo.
- 1831-1834 Francisco Pacheco.
- 1842-1845 Francisco Pacheco.
- 1858-1865 Dr. Juan Frisancho.
- 1866 Dr. Serapio Calderón.
- 1873 Dr. Pedro Fernández Baca.
- 1877 Crnl. EP Dr. Simón Barrionuevo.
- 1882 Crnl. EP Dr. Simón Barrionuevo.
- 1900 Ochoa.
- 1901-1902 Dr. Juan de Dios Tresierra.
- 1907 Dr. Agustín Whilar.
- Dr. César E. Patrón.(1918)
- 1958-1960 Dr. Manuel Cuadros Escobedo (1958-1960)
- 1960 Dr. Jenaro Fernández Baca.
- Dr. Félix Villegas Cajachagua
- Mg. Daniel Castro Irrarazabal (2013)
- Mg. Nilo Achaui Almanza (2015-2018)
- Mg. Berly Ramiro Ocampo Marín (2020 - 2023)

## Estudiantes ilustres
- Serapio Calderón
- Alejandro Velasco Astete
- Uriel García
- Luis E. Valcárcel
- Narciso Arestegui
- José Gabriel Cosío Medina
- Manuel Cuadros Escobedo
- Roberto Garmendia Castañeda
- Oswaldo Baca Mendoza
- Antonio Lorena
- Fortunado Luciano Herrera y Garmendia
- Humberto Vidal Unda
- Andrés Alencastre Gutiérrez
- Ramón Nadal Suárez
- David Matto Usandivaras
- Francisco Villagarcía
- Mariano Jacinto Medina
- Atilio Sivirichi Tapia
- Carlos Camprubí Alcázar
- Valentín Paniagua
- Antauro Humala
- Andrés Alencastre Gutiérrez
- William Luna